# Borolia ferrilinea
Borolia ferrilinea là một loài bướm đêm trong họ Noctuidae.